# 신성종무원

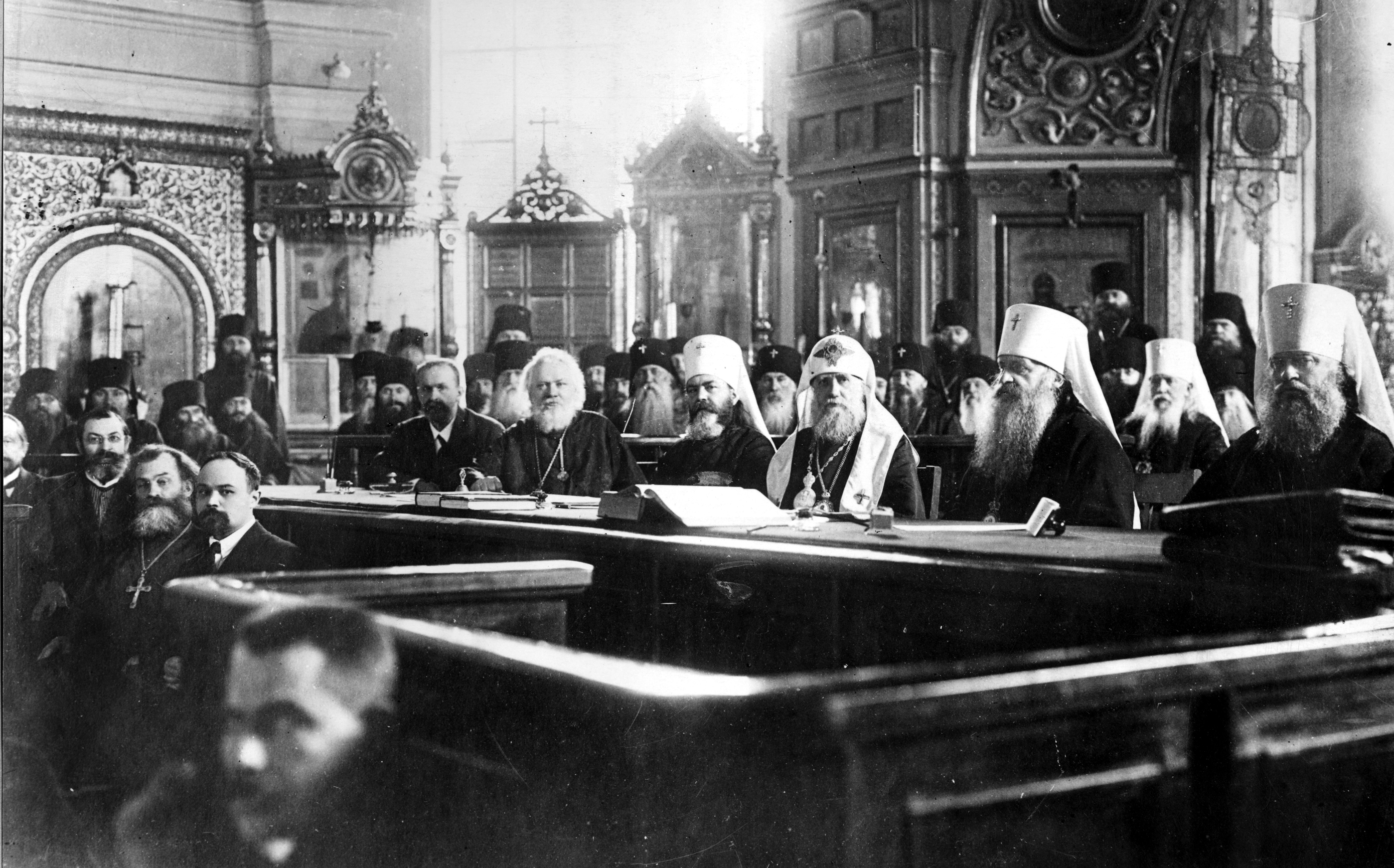
1917년 러시아 신성통치종무원.

신성종무원(神聖宗務院, Holy Synod)은 동방 정교회 및 동방 가톨릭교회에서 발견되는 조직으로서, 총대주교를 선출하는 주교들의 모임이다. 서방 가톨릭교회의 콘클라베와 유사하다.
오리엔트 정교회에서는 신성종무원이 교회 최고 권위이며, 교회 조직, 신앙, 질서 등에 관한 회칙과 규율을 정한다.
- 러시아 정교회 신성종무원
- 러시아 제국 신성통치종무원
- 루마니아 정교회 신성종무원
- 세르비아 종무원
- 콥트 정교회 신성종무원

## 같이 보기
- 황제교황주의